# Dan Halutz
Dan Halutz (în ebraică דן חלוץ‎; n. 7 august 1948, Tel Aviv, Israel) este un general israelian. A îndeplinit funcția de șef al Marelui Stat Major al Armatei Israeliene în perioada 2005-2007.
În perioada aprilie 2000 - aprilie 2004, generalul Dan Halutz a fost comandant al Forțelor Aeriene ale Israelului.